# 오카모토 유키오

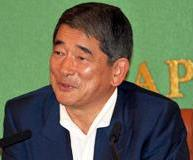

오카모토 유키오(岡本行夫, 1945년 11월 23일 ~ 2020년 4월 24일)는 일본의 외교관 · 외교 평론가이다.
1968년 히토쓰바시 대학을 졸업하고 일본 외무성에 들어가 1991년까지 외교관으로 활동했다.
외무성에서 은퇴한 이후 평론가로 활동했다. 산케이 신문의 사설 〈정론(正論)〉을 집필했다. 하시모토 류타로와 고이즈미 준이치로 총리의 보좌관으로 활동했다. 2015년에는 제3차 아베 신조 내각의 자문기관인 21세기 구상간담회 위원이 되기도 했다.
2019년 인터뷰에서 위안부에 대해 ‘한국이 주장하는 성노예라는 시스템은 존재하지 않았다’고 말했으며,
2019년 6월 오만만 사건 때에는 〈정론〉을 통해 ‘자국의 배는 자국민의 힘으로 지키자’며 일본의 재무장을 옹호하기도 했다.
2020년 4월 24일 코로나19로 사망했다. 욱일중수장이 추증되었다.